# Super Cholita
Super Cholita es un personaje de historieta, heroína de un cómic muy popular en El Alto, inspirada de los cómics japoneses y creada por el boliviano Rolando Valdez. Chica aimara con superpoderes para ayudar a los pobres que ha obtenido de las fuerzas andinas del Tiwanacu, Super Cholita es una mujer del pueblo que puede volar y que viste a la usanza de la chola paceña con manta y pesadas polleras altiplánicas.
Las cholas o cholita q usan copa se identifican trabajadoras del hogar o empleadas domésticas
A diferencia de la mayoría de los super héroes de historieta, Super Cholita no es pura, pues roba a una vendedora de papas, habla como una suegra insatisfecha y come gran cantidad de "rellenos" (pequeños pasteles de papa).
Super Cholita detesta al "imperio", es "más inteligente que cien políticos", critica la piratería y la posible división de Bolivia por los movimientos autonomistas.
El novio de Super Cholita es un policía. Ella es hija de otra boliviana y de un desconocido pepinote (payaso del carnaval de La Paz).